# Châtel-Montagne
 Châtel-Montagne  es una población y comuna francesa, situada en la región de Auvernia, departamento de Allier, en el distrito de Vichy y cantón de Le Mayet-de-Montagne.

## Demografía
| 724 | 572 | 501 | 426 | 400 | 373 |
| Para los censos de 1962 a 1999 la población legal corresponde a la población sin duplicidades (Fuente: INSEE [Consultar]) |     |     |     |     |     |